# Jinja

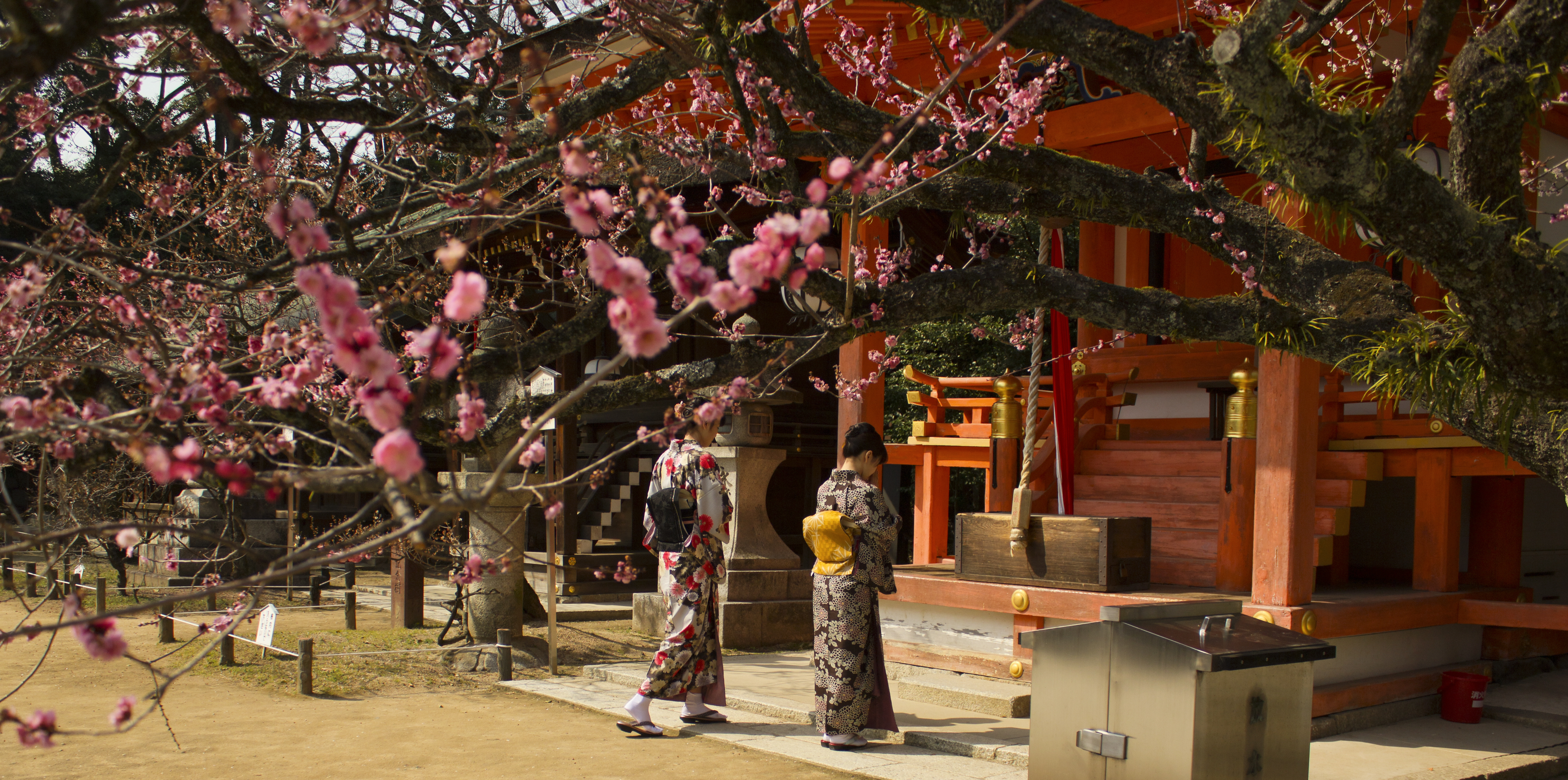
Två kvinnor som ber framför en shinto-helgedom.

Jinja (på japanska 神社), är shintoistiska helgedomar vars huvudsyfte är att härbärgera en gudom, kami. Ofta finns också en plats för bön. I Japan, shintoismens hemland, finns omkring 100 000 jinja.
Förutom jinja finns på japanska även andra beteckningar, bland dem yashiro, miya och jingū. De kan alla översättas som helgedom. "Shintotempel" förekommer även, men uttrycker inte avgränsning mot buddhistiska tempel. På engelska och tyska används shrine respektive Schrein, medan många andra språk behåller det japanska jinja. Japanska shintohelgedomar och buddhisttempel ligger av historiska skäl ofta i anslutning till varandra.

## Utveckling

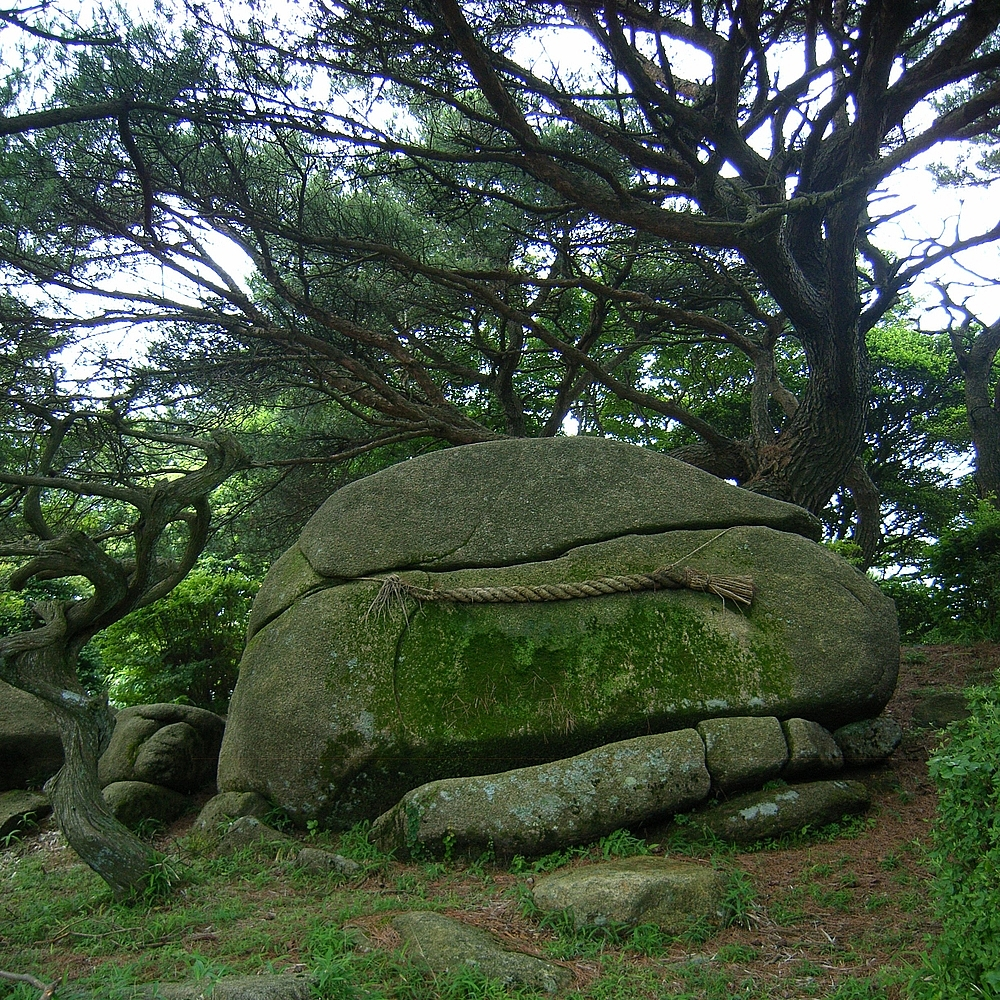
Himorogi bestående av en sten.

Det är osäkert exakt hur länge kami har dyrkats i Japan. Människoliknande statyetter och stencirklar finns daterade redan till Jōmon-perioden (14 000–300 f.Kr.), och antyder någon form av ritual. Generellt sett brukar man dock härleda kamidyrkan till Yayoi-perioden (300 f.Kr.–300 e.Kr.). Det var under denna tid som risodling introducerades till Japan, och kamidyrkan tros därför varit knuten till skörden. Denna tidiga version av shinto hade ännu inga permanenta byggnader, men det finns bevis för att kami lockades till speciella platser genom ritualer. Vattenfall, berg och andra områden som ingav en känsla av vördnad valdes ofta, samt platser relaterade till grödans överlevnad eller sjöfart. Ett område som kallas himorogi markerades, kanske genom att omringa det med ett rep, eller genom att täcka marken med vit sand eller halmmattor. Himorogi ansågs renade, och inom dem placerades ett objekt (yorishiro), oftast bestående av en gren från ett träd eller en sten, i vilket en kami kunde nedstiga och härbärgeras. Dessa heliga markeringar var inte permanenta, men vissa kom att användas regelbundet.
I samband med introduktionen av risodling började man även bygga i trä, och en ny typ av byggnad som detta ledde till var förrådet. Då det skördade riset lagrades här blev det en plats där riskornets kami vördades, och så småningom utvecklades förrådstypen till en av de första stilarna av shinto-arkitektur, shinmei-zukuri. Ett av landets viktigaste helgedomar, Ise Jingū, är ett exempel på den här stilen. En annan framstående stil är taisha-zukuri, vilken förmodligen utvecklades ifrån byhövdingarnas boningar, då dessa hade i uppgift att utföra religiösa riter. Det mest kända exemplet av den här typen är Izumo-taisha.
Det är omöjligt att säga när byggnader började fungera som boningar åt kami, men de flesta helgedomar grundade före 500 e.Kr. lär ursprungligen ha varit utan dem. Efter det här datumet började buddhist-tempel uppföras i stor skala, vilket förmodligen ledde till byggande av fler permanenta shintohelgedomar. Dessa var oftast mycket enkla jämfört med sina buddhistiska motsvarigheter, och bestod enbart av en honden där dess kami bodde. Böner och offer utfördes fortfarande utomhus. Gradvis utvecklades dock fler byggnadstyper, och shintohelgedomar kan nu bestå av en mängd olika strukturer.

## Struktur

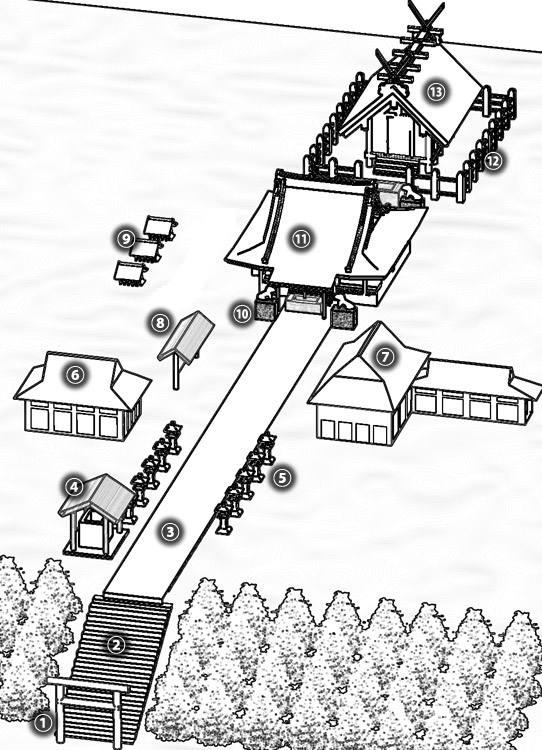
Exempel på hur en helgedom kan se ut. 1. Torii 2. Stentrappa 3. Sandō 4.Temizuya 5. Tōrō 6. Kaguraden 7. Shamusho 8. Ema 9. Sessha/massha 10. Komainu 11. Haiden 12. Tamagaki 13. Honden 14. Chigi och Katsuogi

Shinto-helgedomar kan bestå av en mängd olika komponenter. De följande är några av de viktigaste:
Torii
En sorts portal som markerar ingången till ett heligt område. Shintohelgedomar kan ha en eller ett flertal torii som då indikerar en ökad grad av helighet ju närmare man kommer huvudbyggnaden (honden). En torii utgörs vanligen av två vertikala stolpar bärande på en horisontell balk. Denna balk kallas för kasagi, och sträcker sig bortom pålarna på båda sidor. Under den finns ännu en balk kallad nuki, som är infälld i pålarna och på så sätt håller ihop dem. Utifrån den här grundläggande typen har en mängd olika stilar utvecklats, och används beroende på vilken kami som dyrkas på en specifik helgedom, samt stilen på övrig arkitektur där. De vanligaste materialen är trä och sten, men det finns inga speciella regler angående detta, och torii gjorda i metall, betong, plast med mera förekommer också.
Sandō
Vägen som leder till den huvudsakliga helgedomen. Vanligtvis börjar den vid den första toriin och slutar vid helgedomens haiden.
Temizuya
En vattenbassäng där besökare kan symboliskt rengöra sig genom att tvätta sina händer och mun med vatten. De kallas ibland även chōzuya och är oftast belägna nära ingången till helgedomens område. En typisk temizuya består av ett enkelt tak buret av pelare som står över en liten bassäng med rinnande vatten. Vid bassängen finns en rad olika vattenskopor, så kallade hishaku.
Tōrō
En lykta eller lampa som antingen är placerad på en helgedoms område, eller i en av dess byggnader. Tōrō användes från början bara i buddhist-tempel, men blev så småningom vanliga i shintohelgedomar också. Det finns både fasta och flyttbara versioner, och tōrō kan vara gjorda i ett antal olika material och stilar. Den vanligaste typen är den stora sten-lyktan (ishidōrō) som placeras utomhus, och oftast har donerats av privatpersoner. Tōrō gjorda i trä förekommer främst i shinto-helgedomar.
Kagura-den
En paviljong eller scen som används för utförandet av helig dans (kagura). Den kallas ibland även för maidono, och byggs vanligen som en separat byggnad framför en haiden. Ibland används kagura-den även för andra ritualer och föreställningar.
Shamusho
Helgedomens administrationsbyggnad. Här säljs ofta även skyddsamuletter.
Komainu
Ett par väktar-statyer som vanligen placeras antingen vid helgedomens ingång, eller längs med dess sandō. Trots att namnet betyder "koreanska hundar" tros de ursprungligen komma från Kina eller Indien, och föreställer oftast lejon vilka sades kunna hålla borta onda andar. Den ena statyn har öppen mun, som för att säga "a", och den andra stängd mun som för att säga "m", ett lån från buddhistisk och hinduistisk tradition där de båda stavelserna representerar tillvarons början och slut (se aum). I Kasugahelgedomar ersätts lejonen med rådjur, och i Inarihelgedomar föreställer statyerna rävar.
Honden
Det är här som helgedomens kami bor, och den utgör därför områdets heligaste byggnad. Honden förekommer i en mängd olika stilar och kan både stå fritt, eller vara sammankopplade med en sal för dyrkan (haiden). Byggnadens interiör består av en "inre helgedom" (naijin) som utgör "kami-sätet" (shinza), och en "yttre helgedom" (gejin). Innan utvecklandet av byggnadstypen haiden kunde den yttre helgedomen användas som en plats för att ge gåvor till guden innanför. Den inre helgedomen är aldrig öppen för allmänheten, och enbart den överste prästen äger tillträde till den vid speciella tillfällen. Honden omringas ofta av ett heligt staket (tamagaki), och det inneslutna området anses heligt.
Haiden
En byggnad där besökare kan be till helgedomens kami, eller delta i olika ritualer. Den står direkt framför en honden, och kan även vara sammankopplad med den. Vanligtvis är haiden den mest iögonfallande byggnaden då man går in i en helgedoms område, och skymmer den mindre honden bakom sig.
Heiden
En plats där man ger gåvor till kami, belägen emellan en honden och haiden. I vissa fall är heiden en självständig byggnad, och i andra är den enbart en sammanlänkande korridor. Den används främst för att utöva ritualer, vilka i vissa fall är av större betydelse än de som utövas i haiden.
Shaden

Helgedomens viktigaste byggnader (vanligtvis dess honden, haiden, och heiden) kallas ibland gemensamt för shaden.

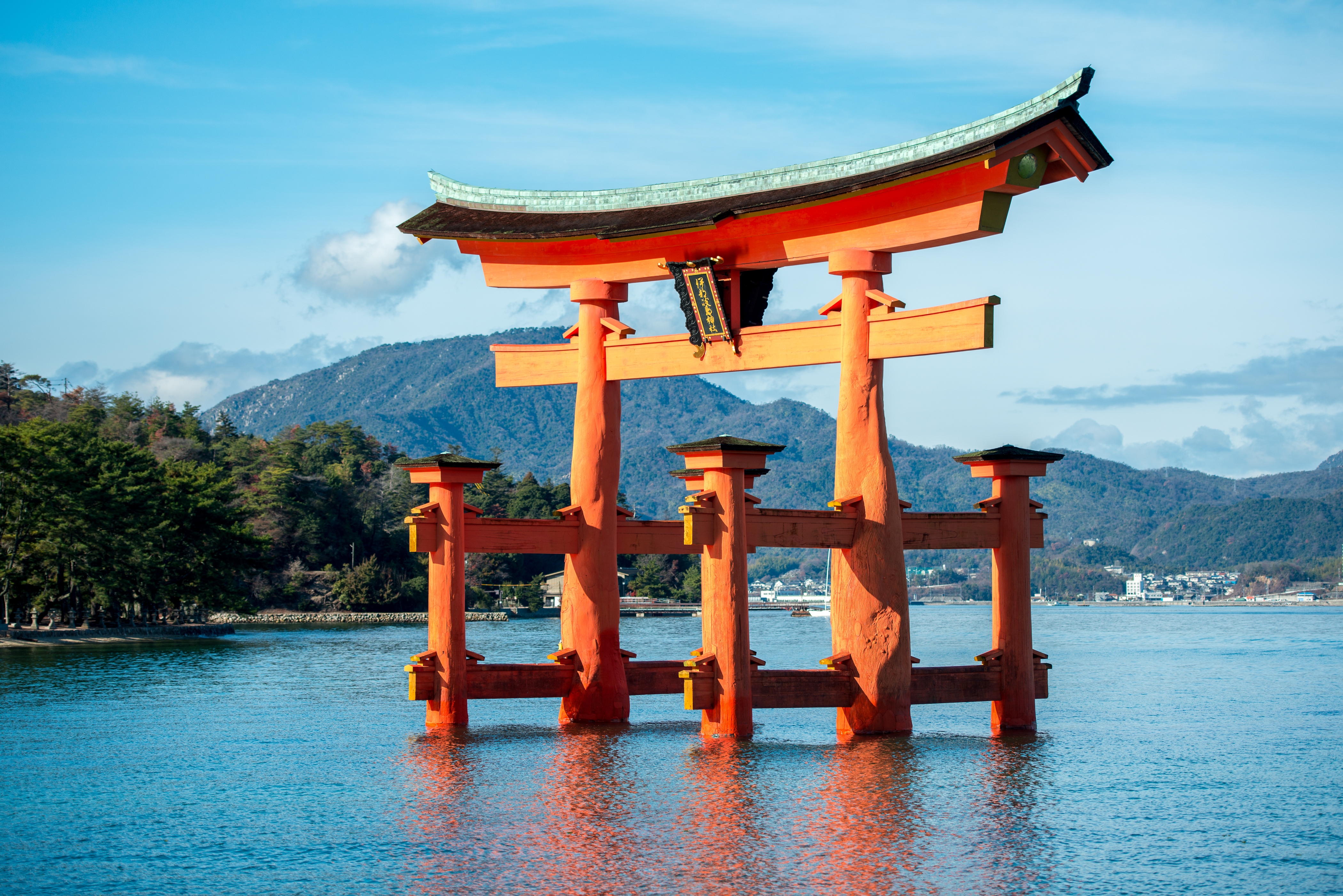
Torii
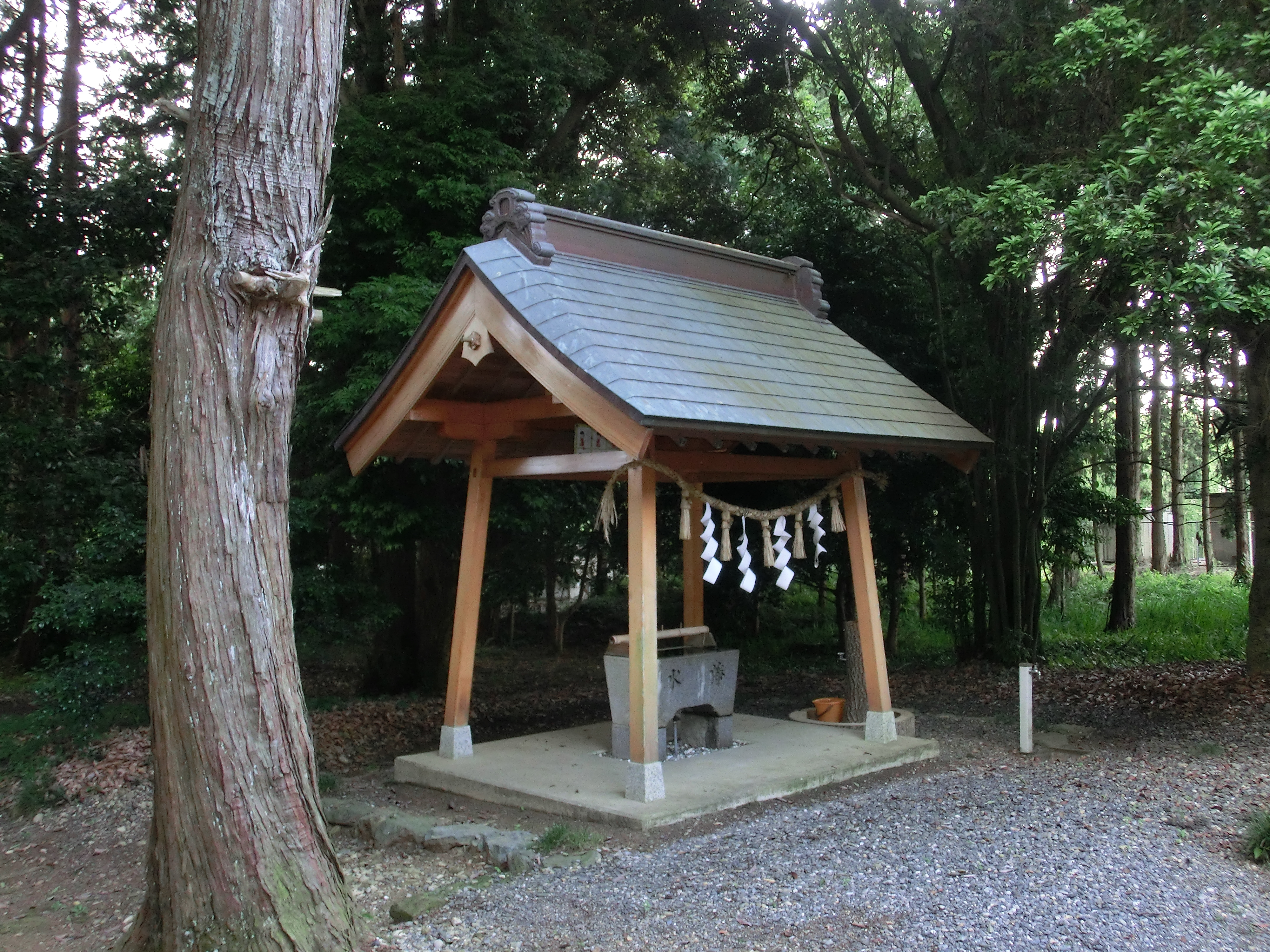
Temizuya
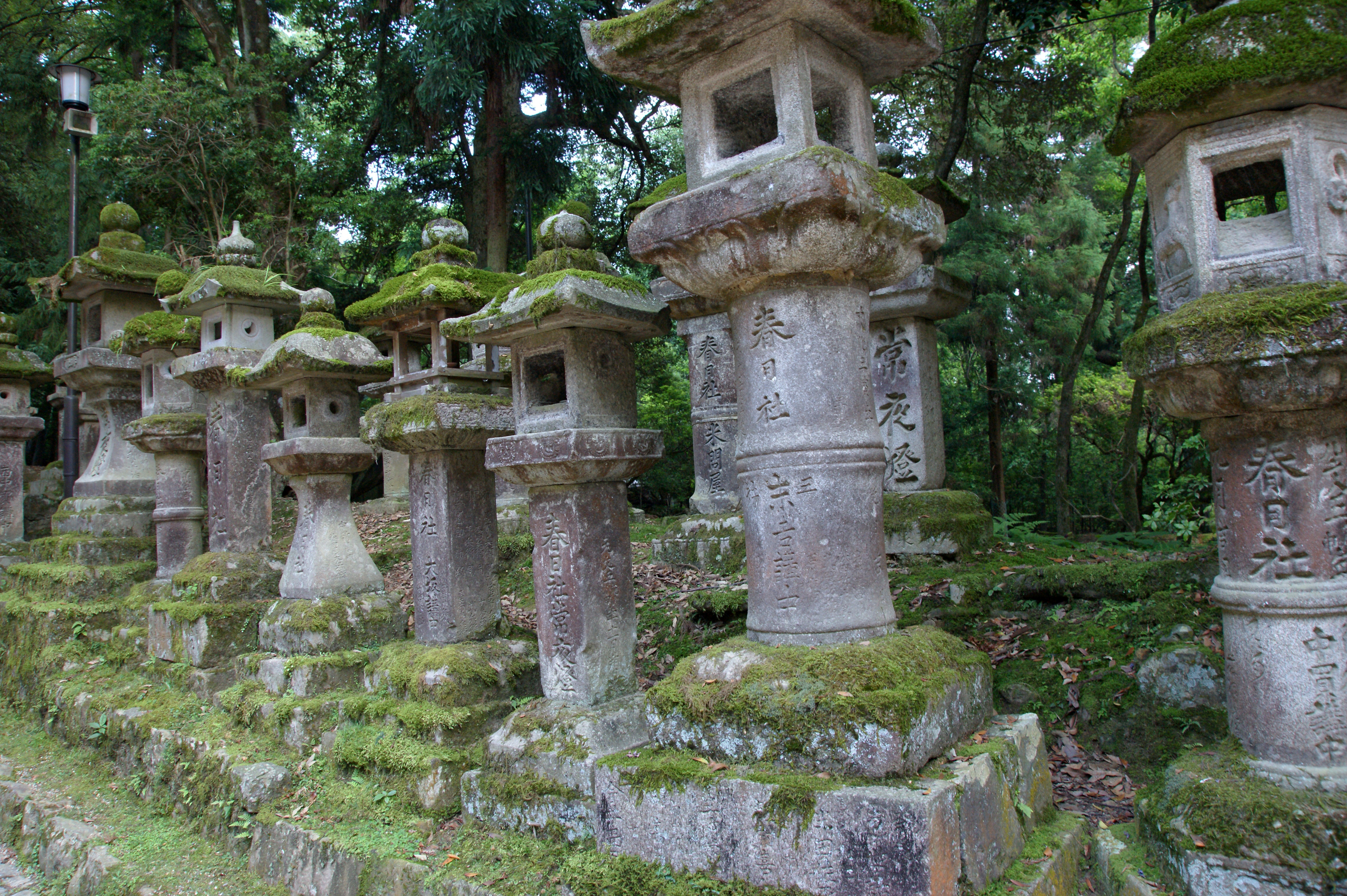
Tōrō
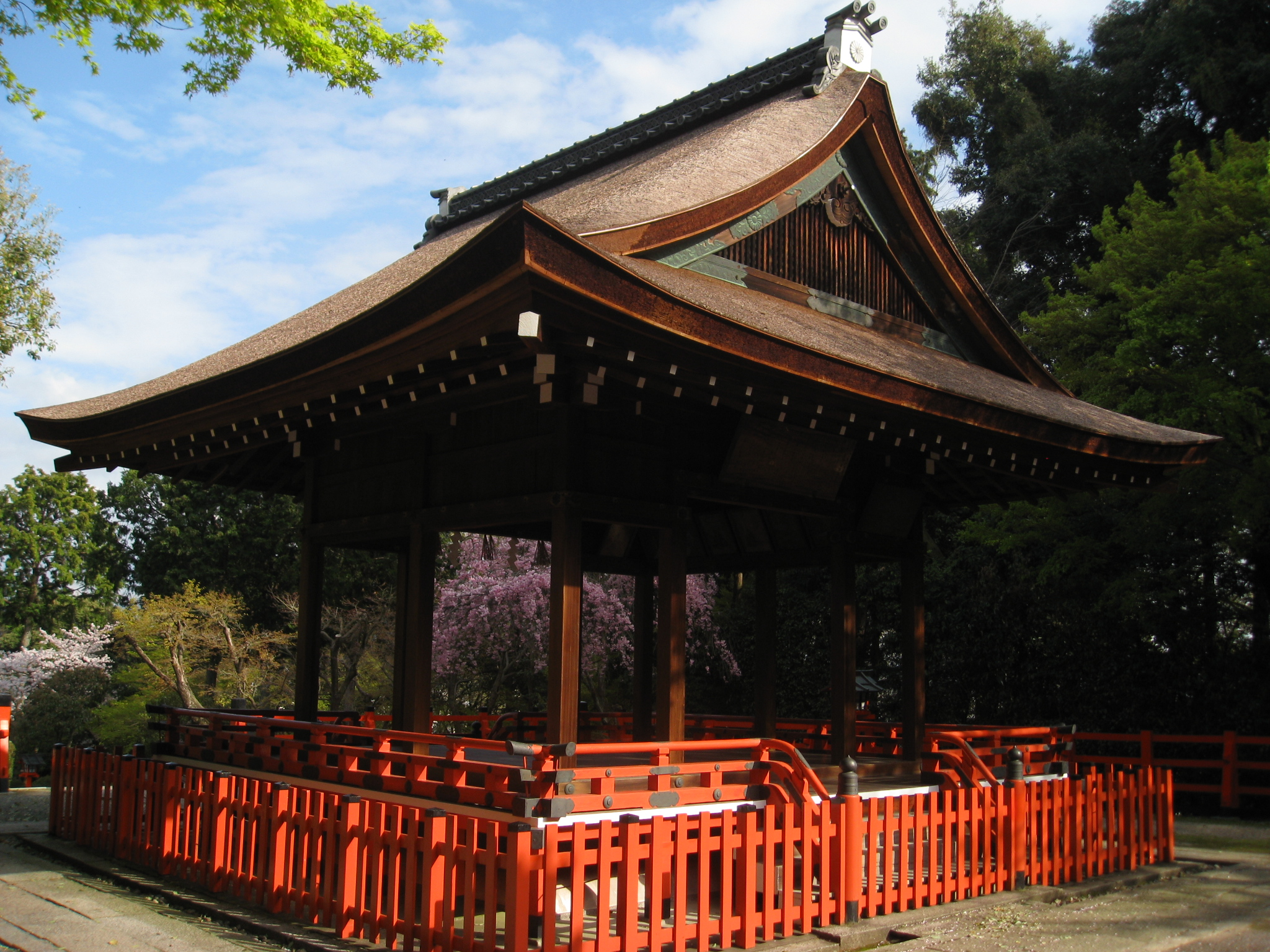
Kagura-den
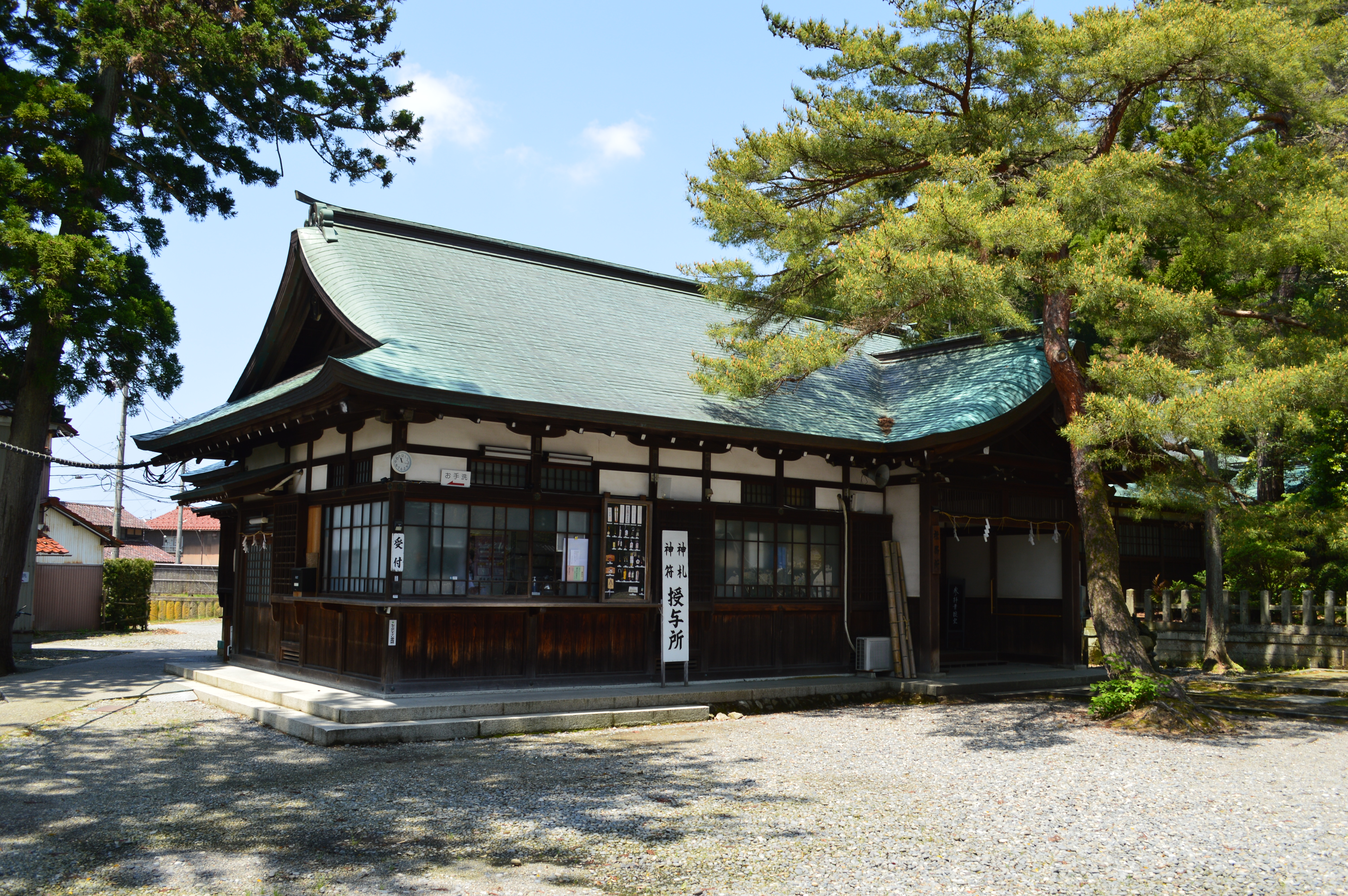
Shamusho
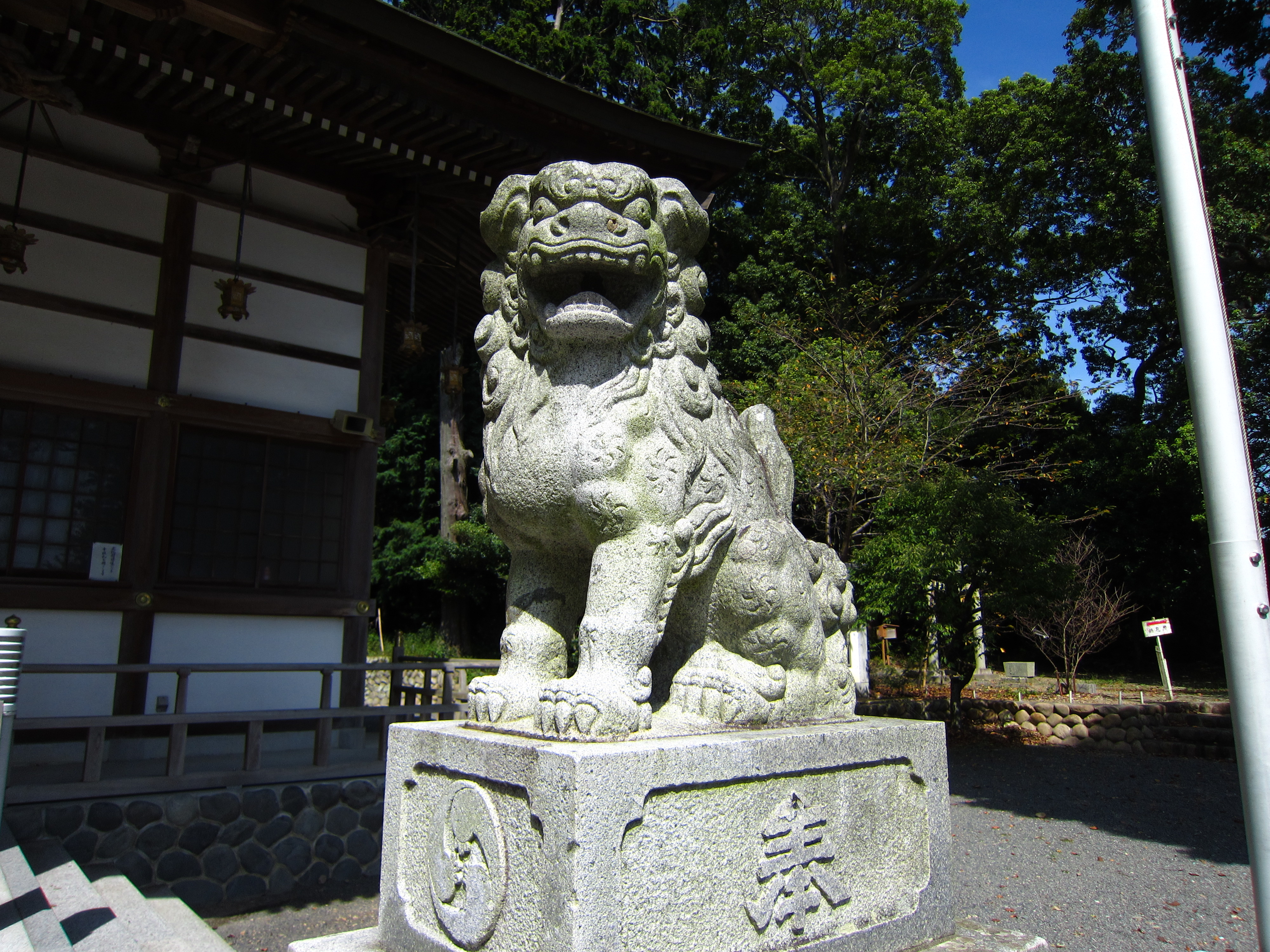
Komainu
Honden
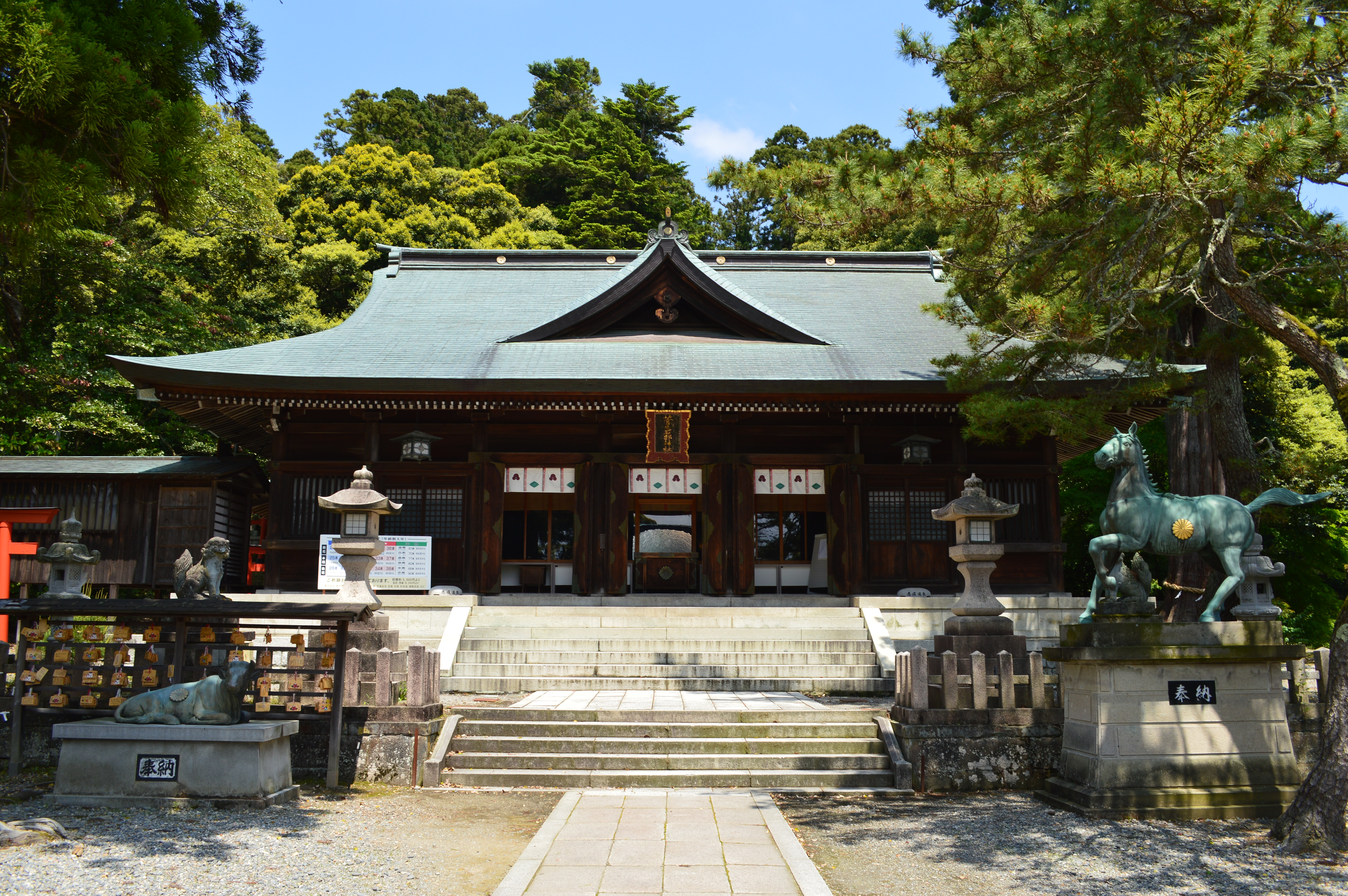
Haiden

## Arkitektur
Om man räknar med de minsta och enklaste typerna av shintohelgedomar så finns det enormt många av dem i Japan. Majoriteten av de små eller mellan-stora är gjorda i stilarna nagare-zukuri och kasuga-zukuri, men större helgedomar har en tendens att uppvisa unika arkitekturstilar och byggnadsarrangemang. Den här mångfalden utgör en väsentlig avvikelse från buddhistisk arkitektur och från stilar bland bostäder. Det följande är en beskrivning av några av de vanligaste stilarna som förekommer i shinto-arkitektur.
Shinmei-zukuri
Stilen tros ha utvecklats från förråds-byggnader under Yayoi-perioden (300 f.Kr.–300 e.Kr.), och associeras främst med Ise Jingū. Byggnader gjorda i shinmei-zukuri är upphöjda över marken med hjälp av runda trästolpar, emellan vilka brädor läggs in för att bilda väggar. Träet är omålat, men koppar och guld används som utsmyckning. Byggnaden täcks av ett sadeltak gjort av rishalm eller långt gräs, och detta hänger ut över väggarna på alla fyra sidor. Taket dekoreras med de horisontella katsuogi-stockarna som ligger på åsen, samt chigi, som utgör en "v"-form vid vardera gavel. Ingången finns på långsidan, och nås via en trätrappa. Stilen använder inga fönster. På båda gavelsidorna finns en från väggen fristående pelare som sträcker sig från mitten av takåsen ner i jorden. Även de andra pelarna är nedgrävda direkt i marken. 
Taisha-zukuri
En stil som tros ha sitt ursprung i byhövdingars hus, då dessa var ansvariga för att utföra riter åt kami. Den har mycket gemensamt med shinmei-zukuri, och båda tillhör Japans äldsta arkitektur-stilar. Taisha-zukuri skiljer sig dock i att ingången är placerad på gavelsidan, och väggbrädorna ibland kan läggas vertikalt. Trappan som leder dit har också ett tak över sig. Det främsta exemplet på den här stilen är Izumo-taisha.
Nagare-zukuri
Namnet betyder "den flödande stilen" och den kännetecknas av sitt asymmetriska gaveltak som sträcker sig långt ut på den ena sidan, men är kort på den andra. Ingången är alltid i mitten på den långsidan som har långt tak. Det här är förmodligen den vanligaste stilen inom shintoarkitektur, och ett exempel på den skulle kunna vara Fushimi Inari-taishas honden.
Kasuga-zukuri

Den här stilen är namngiven efter Kasuga-taisha i Nara, och är ganska liten, bestående av bara fyra pelare. Byggnaden har ett böjt gaveltak gjort i cypressbark, med katsuogi och smala, tämligen böjda chigi. Ingången är i mitten på gavelsidan, och ett tak täcker trappuppgången. Träet är rödlackerat med detaljer i svart, och väggarna är gjorda i vitt gips. 

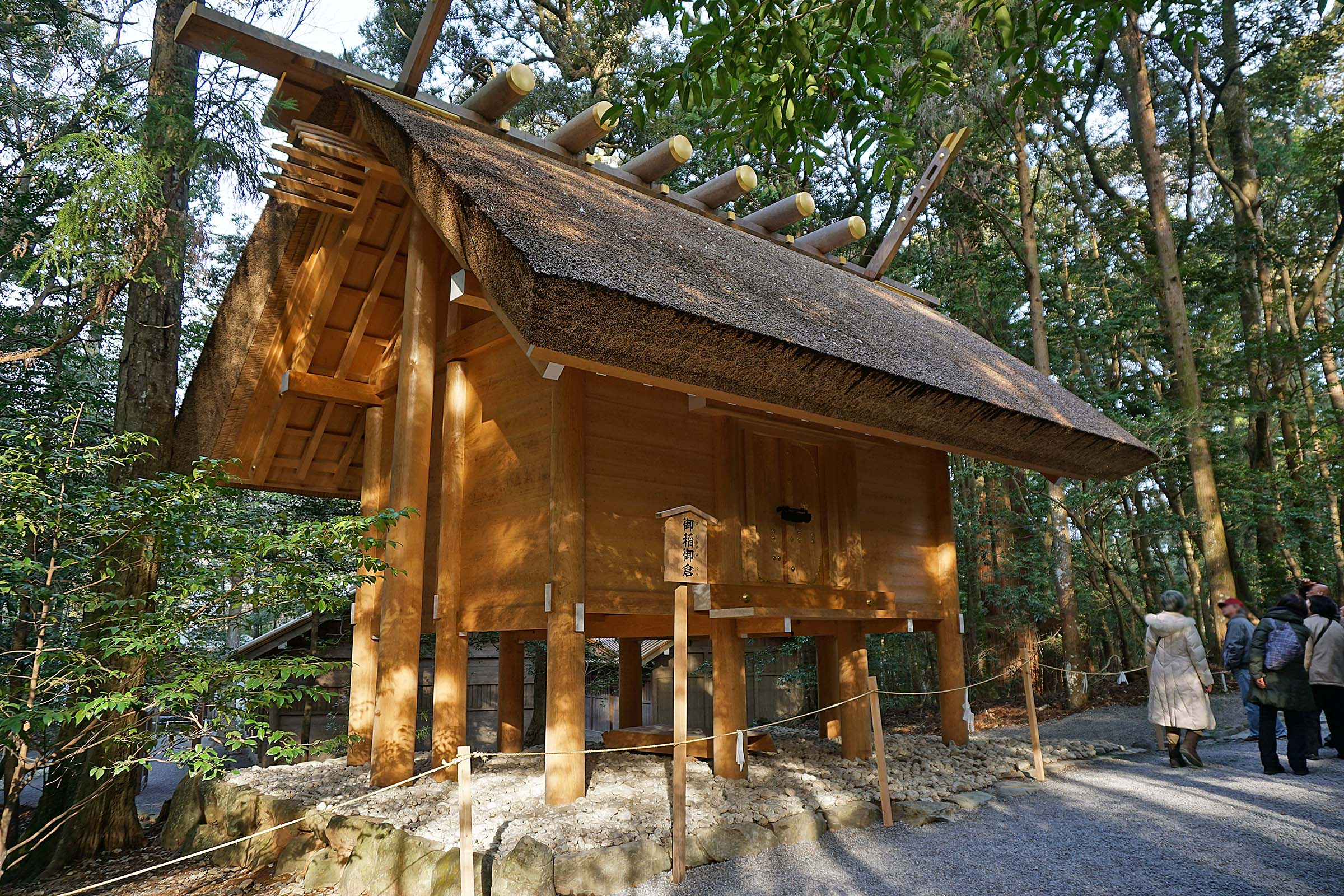
Ise-jingū, naikū           (shinmei-zukuri)
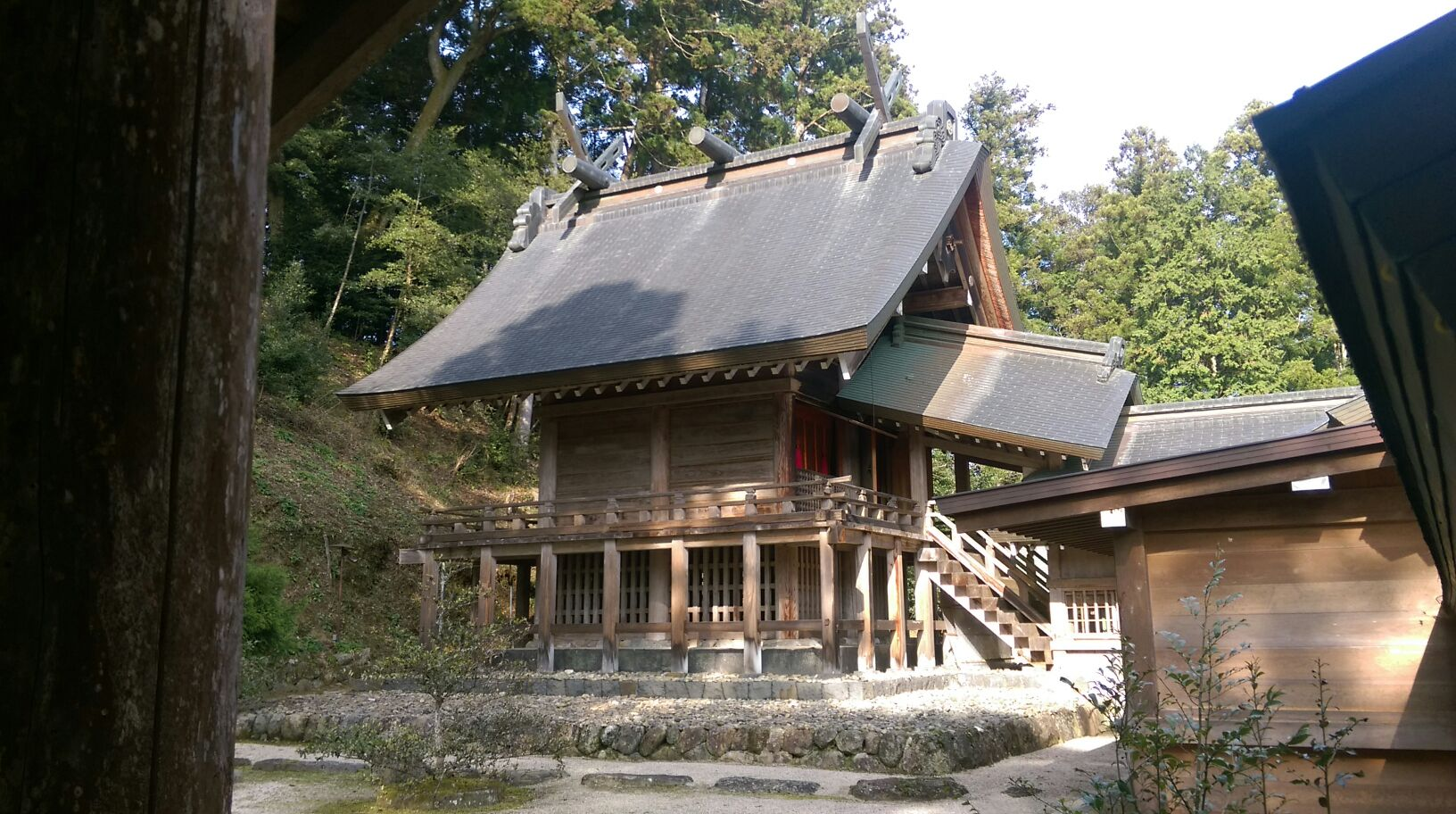
Kumano-taisha, honden  (taisha-zukuri)
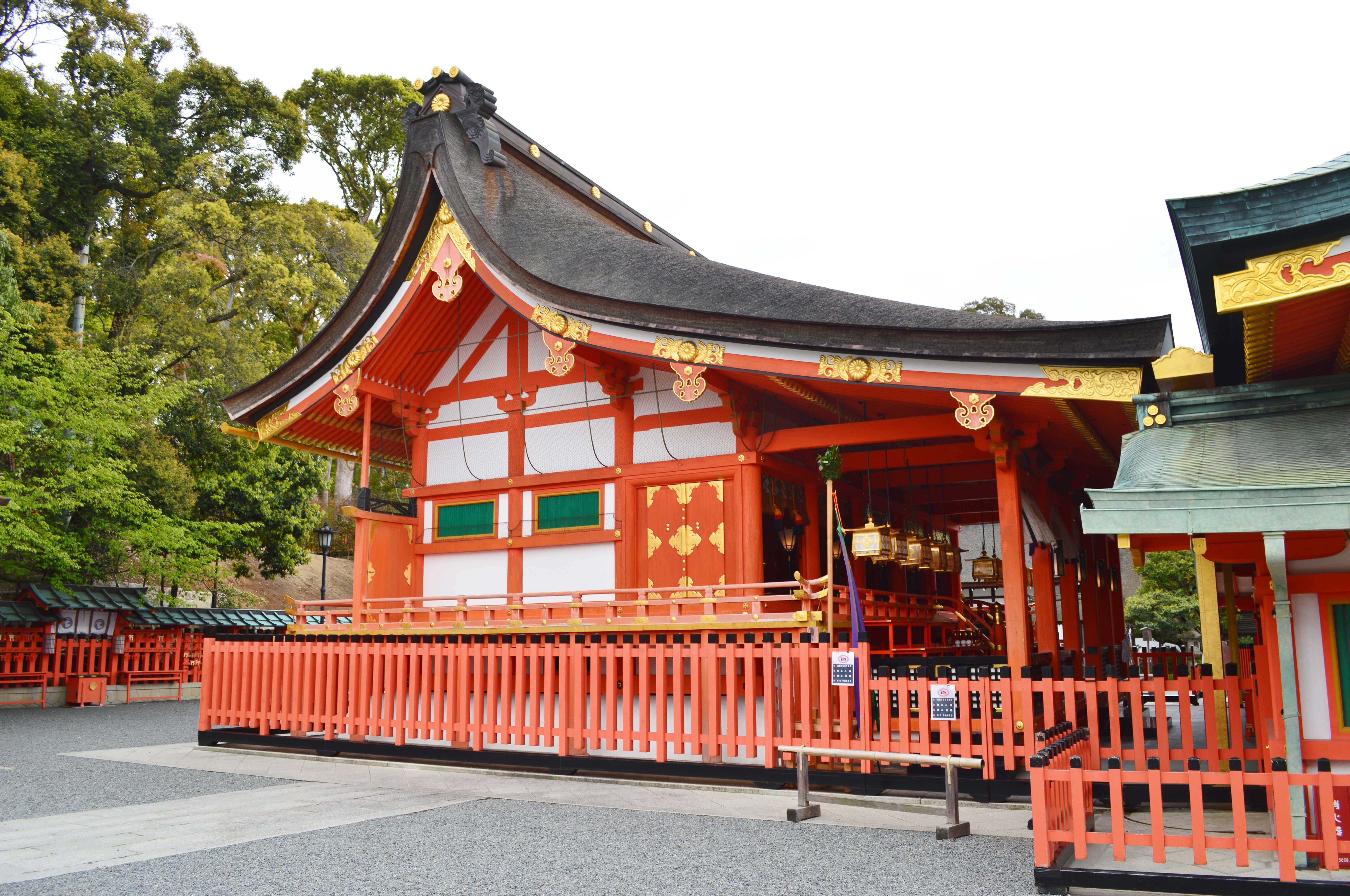
Fushimi Inari-taisha, honden       (nagare-zukuri)
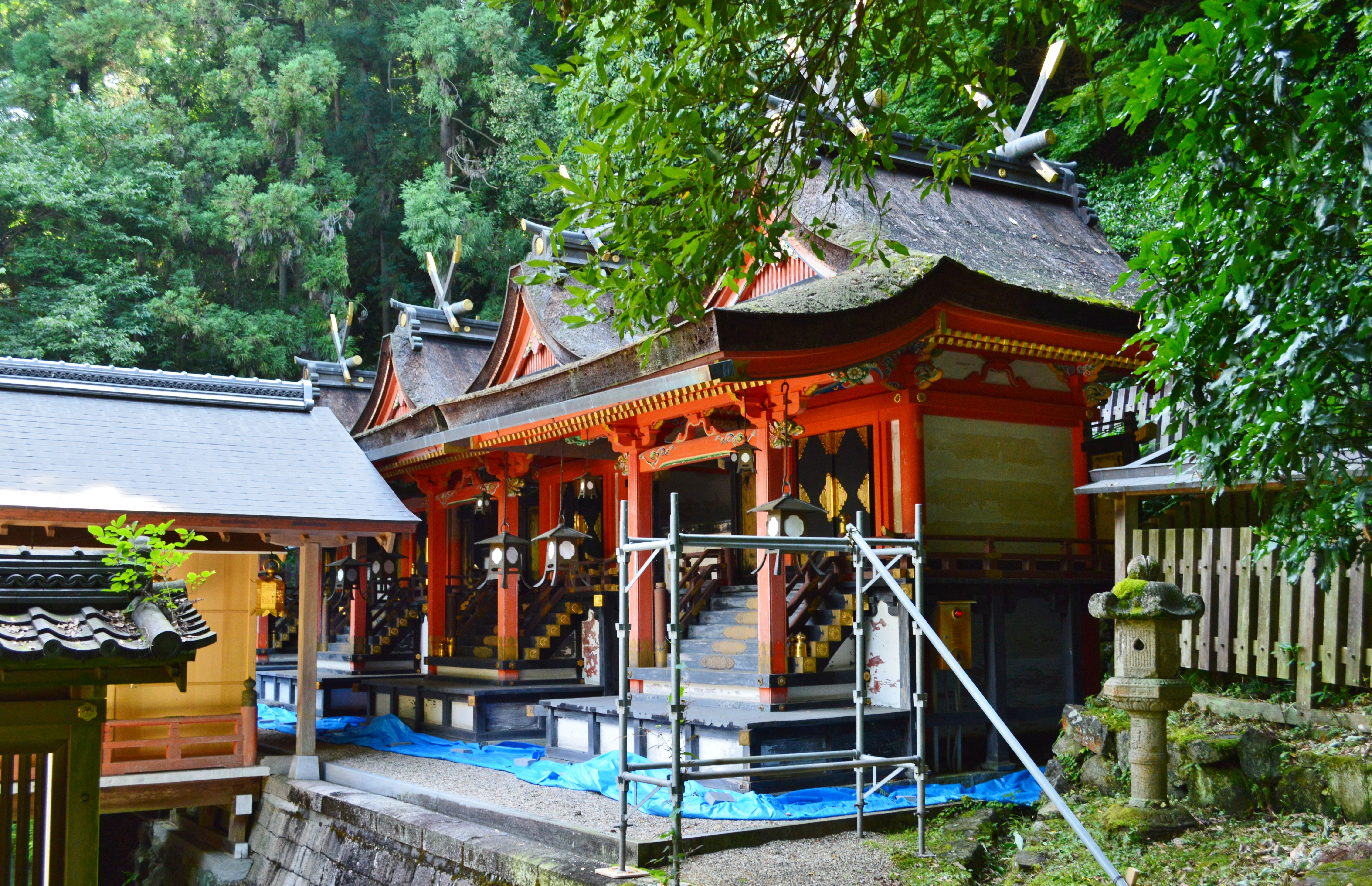
Hiraoka-jinja, honden         (kasuga-zukuri)

## Kända jinja
Till de mest kända jinja hör Itsukushimajinja, vars torii står mitt ute i vattnet, Meiji jingū (明治神宮) i Tokyo och det politiskt kontroversiella Yasukuni Jinja, också det i Tokyo.
Andra kända helgedomar är bland andra:
- Fushimi Inari-taisha - Huvudhelgedom för Inari, grundat år 711, med minst 30 000 andra Inarihelgedomar anslutna under sig.
- Kamowakeikazuchi-jinja
- Nikkō Tōshō-gū bland Helgedomar och tempel i Nikko
- Ise-jingū
- Izumo-taisha
- Kasuga-taisha
- Kitano-tenmangū